# Масієйра-де-Алкоба
Масіє́йра-де-Алко́ба (порт. Macieira de Alcoba; МФА: [mɐ.si.ˈɐj.ɾɐ dɨ aɫ.ˈko.bɐ]) — колишня парафія в Португалії, в муніципалітеті Агеда. Перебувала у складі округу Авейру.  Входила до регіону Центр. За старим адміністративним поділом, що був чинним до 1976 року, територія парафії належала провінції Берегова Бейра.  Ліквідована 28 січня 2013 року. Увійшла до складу парафії Прештіму і Масієйра-де-Алкоба. Площа парафії — 9,39 км², населення — 84 ос. (2011), густота населення — 8,95 осіб/км²
. Патрон — святий Мартин. Поштовий індекс — 3750. Код  — 010111.

## Географія

Агеда (2013)
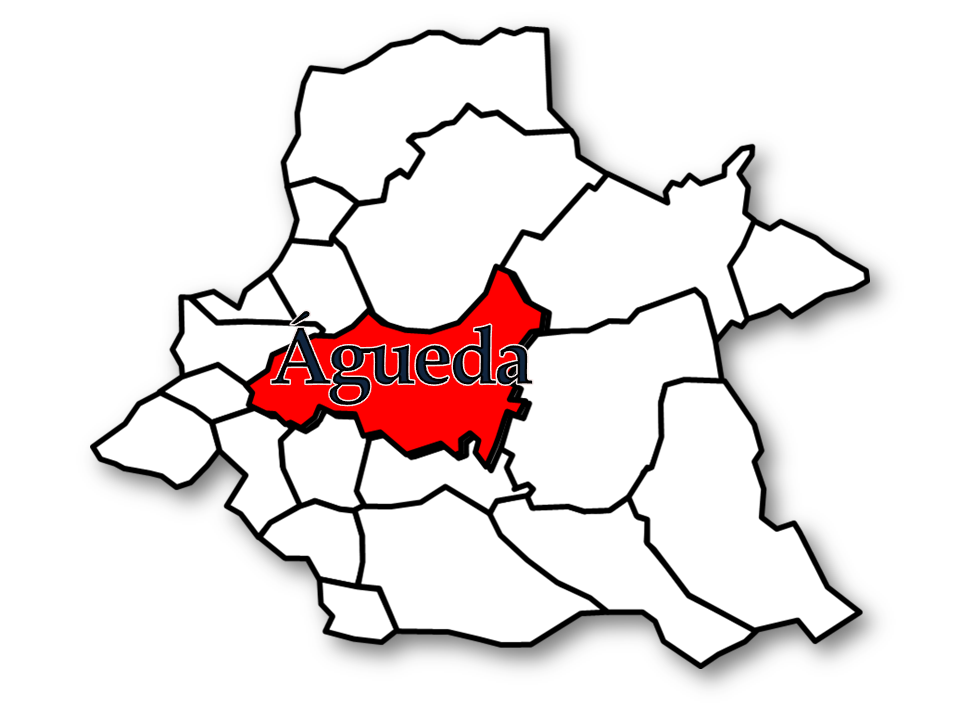
Агеда
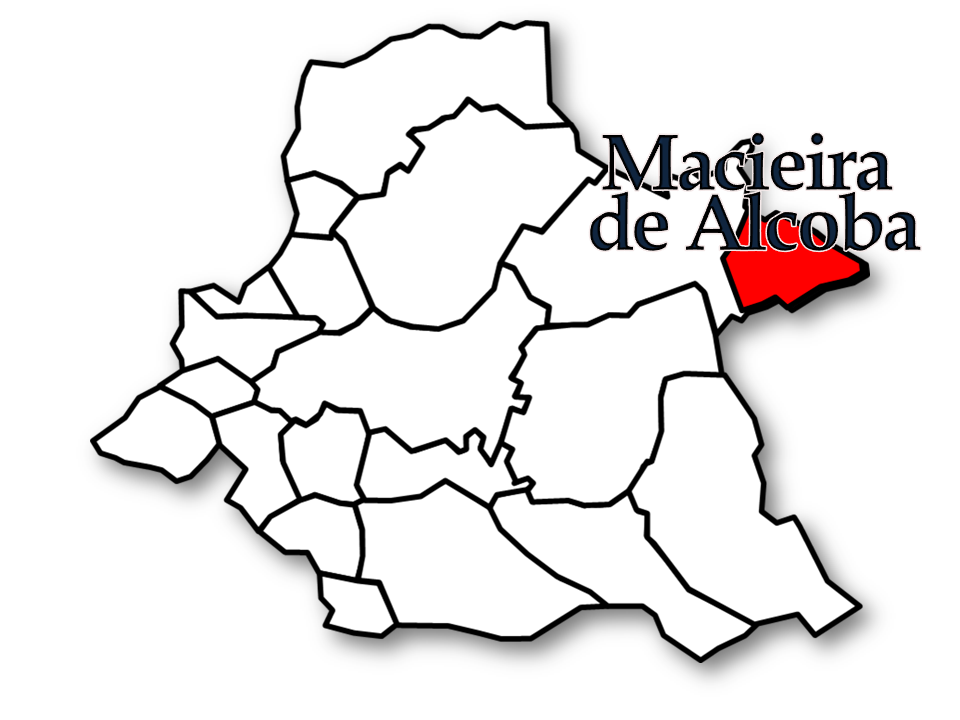
Масієйра-де-Алкоба

## Населення
| Кількість мешканців | Кількість мешканців | Кількість мешканців | Кількість мешканців | Кількість мешканців | Кількість мешканців | Кількість мешканців | Кількість мешканців | Кількість мешканців | Кількість мешканців | Кількість мешканців | Кількість мешканців | Кількість мешканців | Кількість мешканців | Кількість мешканців |
| ------------------- | ------------------- | ------------------- | ------------------- | ------------------- | ------------------- | ------------------- | ------------------- | ------------------- | ------------------- | ------------------- | ------------------- | ------------------- | ------------------- | ------------------- |
| 1864                | 1878                | 1890                | 1900                | 1911                | 1920                | 1930                | 1940                | 1950                | 1960                | 1970                | 1981                | 1991                | 2001                | 2011                |
| 296                 | 360                 | 316                 | 332                 | 341                 | 307                 | 314                 | 389                 | 350                 | 311                 | 236                 | 177                 | 164                 | 110                 | 84                  |